# Dagmara Domińczyk
Dagmara Domińczyk (/doʊˈmiːntʃɪk/ doh-MEEN-chik;n. 17 iulie 1976, Kielce, Polonia) este o actriță și scriitoare polonezo-americană. Ea a apărut în filme precum Rock Star (2001), Contele de Monte Cristo (2002), Kinsey (2004), Ai încredere în bărbați! (2005), Dragostea ucide (2006), Alergând ca apucații (2006), Higher Grounds (2011), The Letter (2012), Imigranta (2013), și Big Stone Gap (2014).
În 2013 a publicat The Lullaby of Polish Girls, inspirată din copilăria sa. Este căsătorită cu actorul Patrick Wilson, cu care are doi copii.

## Viața timpurie și educația
Domińczyk s-a născut în Kielce, ca fiică a lui Aleksandra și Mirosław Domińczyk, un membru al mișcarii poloneze Solidaritatea. S-a mutat cu familia ei la New York în 1983 solicitând azil din cauza asocierilor politice ale părinților ei (implicarea tatălui în Amnesty International și Solidaritatea). Ea este sora mai mare a actrițelor Marika Domińczyk și Veronika Domińczyk.
Domińczyk a absolvit liceul Fiorello H. LaGuardia din Manhattan. Ea a continuat să studieze la Carnegie Mellon University's School of Drama, pe care a absolvit-o în 1998.

## Cariera
În 1999, Domińczyk și-a făcut debutul pe Broadway ca dublura lui  Anna Friel din piesa Closer. În 2001, ea a jucat ca Tania Asher în Star Rock, și în 2002, a jucat rolul logodnicii lui Edmond Dantes, Mercedès Iguanada, în Contele de Monte Cristo.
În 2011, Domińczyk a jucat în Higher Ground, film cu care Vera Farmiga a debutat ca regizoare, în care personajul ei are o tumoare pe creier. În 2012 joacă alături de Winona Ryder și James Franco în The Letter. În 2013 joacă în Imigranta, care îi are în distribuție pe Marion Cotillard, Joaquin Phoenix și Jeremy Renner.  În 2014, Domińczyk a jucat în thrillerul politic polonez Jack Strong, regizat de Władysław Pasikowski.

## References
1. ↑  „Dagmara Domińczyk”, Internet Movie Database, accesat în 18 iunie 2019
2. ↑  „Dagmara Domińczyk”, Gemeinsame Normdatei, accesat în 23 iunie 2015
3. ↑  CONOR.SI[*] Verificați valoarea |titlelink= (ajutor)
4. 1 2 3  Williams, Alex (14 iunie 2013). „A Modern Immigrant Finds the Spotlight”. The New York Times. Accesat în 20 noiembrie 2014.
5. ↑  Oaterhout, Jacob E. (10 august 2009). „Patrick Wilson and wife Dagmara Dominczyk welcome their second son”. New York Daily News.
6. ↑  „Dagmara Dominczyk Biography (1976-)”. Film Reference. Accesat în 11 aprilie 2013.
7. ↑  Reuters (12 martie 1983). „8000 Poles imprisoned, es-Solidarity aide says”. The Windsor Star. Accesat în 11 aprilie 2013.
8. 1 2  Wigley, Pam (25 februarie 2014). „Carnegie Mellon School of Drama Hosts Alumna Dagmara Dominczyk, Actress and Author of "The Lullaby of Polish Girls"”. Carnegie Mellon News. Accesat în 20 noiembrie 2014.
9. ↑  Carroll, Rebecca. „There's Something About Dagmara”. The Aesthete. Arhivat din original la 8 martie 2016. Accesat în 7 martie 2016.
10. ↑  „'The Count of Monte Cristo': Dagmara Dominczyk”. USA Today. 21 ianuarie 2005. Accesat în 20 noiembrie 2014.
11. ↑  Cox, Gordon (3 iunie 2010). „Leonard, Irwin, Murphy, Butz get 'Higher'”. Variety.
12. ↑  Sharkey, Betsy (15 mai 2014). „Review Intensely moving 'Immigrant' leaves viewers unsettled”. Los Angeles Times. Accesat în 20 noiembrie 2014.
13. ↑  Staszczyszyn, Bartosz (5 februarie 2014). „Communist Whistleblower Jack Strong Caught on Tape”. Culture.pl. Accesat în 20 noiembrie 2014.

## Legături externe
- Dagmara Domińczyk la Internet Movie Database
- en Dagmara Domińczyk la Internet Broadway Database